# Jean Alavoine
Jean Alavoine (Roubaix, 1º aprile 1888 – Argenteuil, 18 luglio 1943) è stato un ciclista su strada francese.
Professionista dal 1908 al 1925, era soprannominato Le Gars Jean, vinse diciassette tappe al Tour de France.

## Carriera
Corse per la Peugeot e per la Alcyon-Dunlop. Fu due volte campione francese, nel 1909 e nel 1920.
Si distinse in particolare al Tour de France cui partecipò undici volte tra il 1909 ed il 1923, vincendo 17 tappe e concludendo quattro volte sul podio: terzo nel 1909 e 1914, secondo nel 1919 e 1922. Partecipò una sola volta al Giro d'Italia nel 1920 riuscendo ad aggiudicarsi due tappe e classificandosi al terzo posto, risultando pertanto il primo transalpino a salire sul podio della corsa rosa.
Conclusa la carriera ciclistica si dedicò alla politica, candidandosi alla Camera nel collegio di Versailles.
Morì nel 1943 all'età di 55 anni in un incidente stradale durante una corsa per vecchie glorie.

## Palmarès
- 1908

1ª tappa Giro di Sicilia (Palermo > Messina)
Parigi-Abbeville
Parigi-Beaugency
- 1909

Campionati francesi, Prova in linea
5ª tappa Giro del Belgio (Verviers)
6ª tappa Giro del Belgio (Bruxelles)
8ª tappa Tour de France (Nîmes > Tolosa)
14ª tappa Tour de France (Caen > Parigi)
- 1911

Côte de Villennes
- 1912

11ª tappa Tour de France (Bayonne > La Rochelle)
13ª tappa Tour de France (Brest > Cherbourg)
15ª tappa Tour de France (Le Havre > Parigi)
- 1914

7ª tappa Tour de France (Luchon > Perpignano)
- 1919

Grand Prix de l'Armistice
4ª tappa Tour de France (Brest > Les Sables-d'Olonne)
5ª tappa Tour de France (Les Sables-d'Olonne > Bayonne)
7ª tappa Tour de France (Luchon > Perpignano)
8ª tappa Tour de France (Perpignano > Marsiglia)
15ª tappa Tour de France (Dunkerque > Parigi)
5ª tappa Circuit des champs de bataille (Parigi > Bar-le-Duc)
- 1920

4ª tappa Giro d'Italia (Roma > Chieti)
6ª tappa Giro d'Italia (Macerata > Bologna)
Campionati francesi, Prova in linea
- 1922

Mont-Chauve (Corsa in salita)
5ª tappa Tour de France (Les Sables-d'Olonne > Bayonne)
6ª tappa Tour de France (Bayonne > Luchon)
7ª tappa Tour de France (Luchon > Perpignano)
Parigi-Lione (Cronocoppie con Philippe Thijs)
- 1923

6ª tappa Tour de France (Bayonne > Luchon)
7ª tappa Tour de France (Luchon > Perpignano)
9ª tappa Tour de France (Tolone > Nizza)
Parigi-Lione (Cronocoppie con Philippe Thijs)
- 1924

2ª tappa Bordeaux-Marsiglia

## Piazzamenti

### Grandi Giri
- Tour de France

1909: 3º
1912: 5º
1913: 19º
1914: 3º
1919: 2º
1920: ritirato (2ª tappa)
1921: ritirato (4ª tappa)
1922: 2º
1923: ritirato (11ª tappa)
1924: 14º
1925: 13º
- Giro d'Italia

1920: 3º

### Classiche monumento
- Milano-Sanremo

1909: 31º
1912: 21º
1913: 6º
1914: 4º
1919: 12º
1920: 10º
- Parigi-Roubaix

1909: 11º
1911: 12º
1922: 30º
1923: 39º
- Giro di Lombardia

1911: 13º
1912: 16º
1913: 11º
1920: 23º